# Frau Paula Trousseau
Frau Paula Trousseau ist ein Bildungsroman von Christoph Hein aus dem Jahr 2007.
Inhalt: Paula wurde um 1952 in der DDR geboren und lebt bis zu ihrem Suizid um 1992 dort in Ostdeutschland. Der Roman ist die Geschichte der resoluten, doch letztendlich missglückten Emanzipation einer hoch begabten Malerin von jeglicher Autorität.
Am 28. März 2015 erlebte eine Bühnenfassung des Romans ihre Uraufführung am Deutschen Nationaltheater Weimar unter der Regie von Enrico Stolzenburg.

## Inhalt

### Handlung
Die 19-jährige Paula Plasterer begehrt gegen ihren herrschsüchtigen Vater auf. Paula will den Termin der Hochzeit mit dem dreizehn Jahre älteren Hans Trousseau ein wenig verschieben. Der Grund ist eine Aufnahmeprüfung zum Studium der Malerei an der Kunsthochschule Berlin-Weißensee. Der Vater, ein opportunistischer DDR-Schuldirektor, hat für so etwas kein Verständnis, ist doch Hans, der schon einmal verheiratet war, als Besitzer eines prosperierenden Architekturbüros in Leipzig eine gute Partie. Paula solle lieber einen Kochkurs belegen, anstatt Malerin zu werden. Sie setzt sich aber zum ersten Mal im Leben gegen den Vater, der neben der Mutter eine Geliebte hat, durch. Das begabte junge Mädchen hängt seine Krankenschwester-Lehre in Leipzig an den Nagel, fährt nach Berlin, kommt bei ihrer Freundin Katharina – Kathi genannt – in der Sredzkistraße unter und besteht bei den Malern die einwöchige Prüfung. Sowohl unerklärbar angelockt als auch ziemlich irritiert registriert Paula die lesbische Neigung der geliebten Freundin Kathi.
Paula heiratet Hans und wird von ihm gegen ihren Willen geschwängert. Die junge Frau setzt sich gegen den Ehemann durch, beginnt hochschwanger das Studium und bringt nach ein paar Monaten in Berlin Cordula zur Welt. Hans, der Frau und Kind an den Wochenenden in Berlin aufsucht, jammert. Paula bleibt fest und studiert in Berlin weiter. Im achten der zehn Semester wird die Ehe geschieden. Paula hatte den Antrag gestellt.  Hans bekommt das Sorgerecht fürs Kind. Paula hatte während der Verhandlung vor der Richterin eine unbedachte, nicht mit ihrer Anwältin abgestimmte, Bemerkung fallen lassen. Beim Abschied artikuliert Cordula ihren Hass auf die Mutter. Paula nickt. Sie weiß keine Erwiderung. Es wird eine Trennung auf 17 Jahre. Erst 1992 glückt Paula eine Wiederbegegnung auf „neutralem Boden“ in Leipzig. Die Malerin lebt während dieser Jahre zunächst in und dann bei Berlin. Jedes Mal, wenn sie nach Leipzig fährt, um die Tochter zu sehen, weiß Hans, der inzwischen eine dritte Frau hat, Cordula zu verbergen. Paula gesteht dem Leser, sie sei hin- und hergerissen. Einmal ist sie froh, dass Cordula versorgt ist und andermal sehnt sie sich nach ihrem Kind. Die junge Frau kauft Schlaftabletten auf, macht jedoch keinen Suizidversuch.
Paula angelt sich den Akademiker Fred Waldschmidt, einen ihrer Professoren. Der 34 Jahre ältere Maler ermöglicht seiner Schülerin in seiner Villa ein sorgenfreies Leben im Luxus. Die Kommilitoninnen sind neidisch. Die Kunstauffassungen des Paares stehen sich konträr gegenüber. Zwar protegiert Waldschmidt seine Paula, doch er verteufelt ausgerechnet jene ihrer Produktionen, die sie für gelungen hält. Es ist keine Liebe zwischen den beiden. Er „fickt“ sie bloß. Großzügig, wie Waldschmidt ist, ermöglicht er der Freundin das Erlernen des Klavierspiels.
Auf einem der Abendempfänge des Lebensgefährten lernt Paula den Ökonomen Professor Marco Pariani und dessen Gattin Sibylle kennen. Sibylle ist für Paula die Liebe auf den ersten Blick. Die Malerin lässt sich von der schönen Hausfrau wiederholt verführen. Hinterher bestätigen es sich beide Frauen verbal im Bett: Sie sind nicht lesbisch. Waldschmidt ist kein Dummer. Auf seine zaghaften Einwände nimmt die inzwischen 24-jährige Paula keine Rücksicht. Sie steigt auch noch mit Kathi ins Bett. Das lesbische Paar liebt sich wiederholt „heftig“ und hält sich für „hetero“. Paula verlässt Waldschmidt und zieht in die Auguststraße. Zwar bekommt die Malerin Paula ab und zu kleine Aufträge, doch die Geldsorgen nehmen kein Ende. Potentielle Auftraggeber bemäkeln das Depressive an Paulas Produktionen.
Die Malerin wird ein zweites Mal schwanger. Diesmal will sie alles richtig machen. Also verheimlicht sie dem werdenden Vater Jan Hofmann, einem zwölf Jahre älteren eitlen Filmschauspieler, ihren anderen Umstand und gibt ihm den Laufpass. Kein Kerl soll Paula jemals wieder das eigene Kind wegnehmen. Jan meldet sich nie wieder.
Sibylle geht an Krebs zugrunde. Paula bringt Michael zur Welt. Die Eltern schicken Glückwünsche, durchmischt mit Beleidigungen. Die Malerin schlägt sich mit dem Kind allein durch. Kathi hilft. Paula wird Mitglied des Künstlerverbandes. Der letzte Mann, mit dem sie zusammenlebt, ist Heinrich Gebauer. Er ersetzt Michael den Vater. Meist ist der neue Lebensgefährte verschuldet. Michael erkrankt. Deshalb zieht Paula auf ärztliches Anraten aufs Land nach Kietz. Sie kauft ein Haus. Heinrich baut es aus. Paula findet, er sei nicht der Richtige. Sie trennt sich von ihm. Michael kann für den Schritt der Mutter kein Verständnis aufbringen. Der Junge vergrößert den Abstand zu Paula und nähert sich Kathi. Paula lebt in der Provinz zurückgezogen.
Nach der Maueröffnung unternimmt Paula Billigreisen in die großen Gemäldegalerien dieser Welt: London, Amsterdam, Paris. Die wirtschaftliche Situation der Malerin bessert sich kaum. Als Paula Wilmersdorfer Galeristen aufsucht, geben sich diese zwar freundlich, signalisieren jedoch Desinteresse. 1992 sucht Paula zusammen mit Michael in Leipzig Cordula auf. Die Tochter kann der Mutter nicht verzeihen. Paula registriert einen spöttischen Blick Cordulas. Die Mutter hat ein 20-jähriges junges Mädchen gesehen, ein Mädchen, so wie sie es einmal gewesen war.
Michael heiratet seine Freundin Melanie. Paula fährt nach Frankreich und begeht dort Selbstmord.

## Form
In den fünf Büchern des Romans treten drei Erzähler auf. Sebastian Gliese aus der Körnerstraße 5 in Berlin kommt nur im ersten Kapitel des ersten Buches zu Wort. Ihm teilt die Gendarmerie Nord von Vendôme den Tod der Selbstmörderin Paulette Trousseau mit. Ihre Leiche wurde in der Loire gefunden. Gliese macht den Leser flüchtig mit Paulas beiden Kindern Cordula und Michael bekannt. Michael sucht Gliese auf und bringt ein dickes Manuskript aus der Hinterlassenschaft seiner Mutter mit. Darin erzählt Paula der Tochter ihre Lebensgeschichte. Cordula nimmt die Papiere überhaupt nicht zur Kenntnis. Auch Michael blättert lediglich darin. Jenes Manuskript verweist den Leser an die Ich-Erzählerin Paula Trousseau. Ihr Beitrag macht den überwiegenden Teil des Romans aus. Paulas Part setzt ein, als sie den Beruf einer Krankenschwester erlernt. Aus der davor liegenden Zeit ab etwa 1965 wird immer einmal nacherzählt. Die Ich-Erzählerin wird dabei hie und da unvermittelt durch den dritten Erzähler unterbrochen. Dieser ist allwissend und schreibt – wie gesagt – über Paulas Kindheit. Hauptsächlich wird aus den genannten Einschüben der schlechte Charakter des tyrannischen Vaters erkennbar. Der aus sowjetischer Kriegsgefangenschaft und endlich aus einem Umerziehungslager Heimgekehrte bringt es fertig, aus Paulas Mutter eine Trinkerin zu machen. Als der Vater schwer erkrankt im Krankenhaus liegt, nimmt die Mutter beherzt das Heft in die Hand und setzt sich gegen ihren aufmüpfigen Sohn – einen grobschlächtigen Jungen, der nach einem Unfall im Uranbergbau zum Krüppel wurde – durch. Nach der Rekonvaleszenz des Vaters greift die Mutter erneut zur Flasche.
Ein gewisser Sebastian taucht in Paulas Erzählungen dreimal auf. Der Leser kann nur vermuten, dass es sich um Gliese handelt. Sebastian geht nämlich in dem sehr zahlreichen Romanpersonal, zumal auch noch sein Familienname verschwiegen wird, unter, wenn da nicht die Anorexia nervosa wäre. Sebastian, einer der ersten Männer in Paulas Leben, hatte die Unglückliche sitzen lassen. Paula war nach einem anschließenden Suizidversuch in der Psychiatrie unter die Anorexia-nervosa-Patienten geraten.
Obwohl Paula vieles verrät, ist sie immer für eine Überraschung gut. Zum Beispiel als sie mitten im Buch den Professor Waldschmidt umgarnt, verblüfft sie selbst den aufmerksamsten Leser. Von irgendeiner Neigung zu dem älteren Herren war bisher keine Rede gewesen.
Paula, die dominierende Erzählerin, trägt im Präteritum vor. Manchem – zwar sehr seltenen, doch auffallenden – Tempuswechsel in den Perfekt, verbunden mit sofortiger Rückkehr in das Präteritum, kann der Leser nicht folgen.
Die genannten Ortschaften in der ehemaligen DDR existieren allesamt – zum Beispiel Dewichow auf Usedom. Mit Kietz könnte der gleichnamige Ortsteil von Rhinow gemeint sein. Hein kennt sich auf dem Dorfe aus. So beschreibt er eine „mittelalterliche“ Brotbacktechnik, die auf dem Lande nach dem Kriege durchaus noch verbreitet war. Es ist nicht sicher, ob sich Hein mit den Gebräuchen in der Roten Armee in der ehemaligen DDR auskennt. Im Roman haben einfache Soldaten Ausgang.

## Interpretation
Dialoge über die Notwendigkeit und das Wesen der Kunst erscheinen mitunter als aufgesetzt.
Der Autor enttäuscht geheimste Lesererwartungen. Zum Beispiel fehlt ein zweiter Auftritt des Erzählers Sebastian Gliese im allerletzten Kapitel: Der „Rahmen“, der mit Gliese aufgespannt wurde, bleibt gleichsam offen. Oder die Geschichte mit Paulas Gemälde „Weiße Landschaft“ wird einfach nicht zu Ende erzählt. Paula hatte sich für ihr neues Haus in Kietz das gute Markenklavier Waldschmidts erbettelt. Der Professor hatte sich unter einer Bedingung breitschlagen lassen. Er wollte Paulas Anwesen aufsuchen und eines ihrer Bilder als „Lohn“ für sein verschenktes Musikinstrument mitnehmen. Der Leser erwartet, Waldschmidt wählt die verhasste weiße Landschaft. Irrtum. Nichts geschieht. Hein geht sogar so weit, dass er den Leser bewusst in die Irre führt. Zum Beispiel suggerieren der Familienname im Romantitel und das erste Kapitel im Leserhirn „Frankreich“. Der Roman hat aber mit dem westeuropäischen Land nicht das Geringste zu tun.
Eine bemerkenswerte „erzähltechnische Lösung“ ist die Geschichte von Paulas Ende. Der Leser stutzt bereits, als Hein dem Ende zu einen Protagonisten nach dem anderen aus dem Roman entlässt. Es kommt weit schlimmer. Paula sucht in Frankreich einen angeblichen Freund auf, den der Leser längst aus den Augen verloren hat. Besuchsgrund: Paula bringt sich dort in der Fremde um.
Hein geht dem Leser, wenn es darauf ankommt, nicht entgegen, sondern erzählt vom Leben, so wie es ist und wie es zu Ende geht.

## Rezeption

### Rezeption bei Erscheinen
Jochen Hieber findet den Roman (Frankfurter Allgemeine Zeitung vom 21. März 2007) – mit Ausnahme der Schilderung der DDR-Malerszene – nicht lesenswert. Die Erzählkunst Heins hat nach Maja Rettig (Die Tageszeitung vom 7. April 2007) in dem Roman einen Tiefpunkt erreicht. Meike Fessmann erkennt in der Süddeutschen Zeitung vom 7. Mai 2007 die scheinbare Kunstlosigkeit des Textes als raffinierten Kunstgriff Heins. Ein Mensch, der im Leben so viele Fehler macht wie Paula, ist Martin Krumbholz, dem Rezensenten in der Neuen Zürcher Zeitung vom 9. Mai 2007, sympathisch. Martin Lüdke schreibt in der Frankfurter Rundschau vom 23. Mai 2007, Paula meide die Auseinandersetzung mit den Repräsentanten der DDR-Gesellschaft.

### Textausgaben
Verwendete Ausgabe
- Christoph Hein: Frau Paula Trousseau. Roman. 537 Seiten. Suhrkamp, Frankfurt am Main 2007 (1. Aufl.), ISBN 978-3-518-41878-9